# Кріп
Кріп запашний, кріп пахучий, кріп (Anethum graveolens L.) — однорічна трав'яниста рослина родини окружкових.
Кріп є поширеною городньою культурою, яка широко використовується як їстівна рослина для виготовлення приправ, соління огірків, помідорів та іншої городини.
У дикому стані росте в Південно-західній та Центральній Азії.

## Назва
Синоніми латиною: Anethum graveolens L., Anethum graveolens, Anethum sowa Roxburgh, Ferula marathrophylla W. G. Walpers, Peucedanum anethum Baill., Peucedanum graveolens L., Peucedanum sowa (Roxburgh) Kurz.

### Етимологія
Українське кріп (розм. укрі́п, окрі́п, д.-рус. кропъ), очевидно, походить від прасл. *koprъ (пор. укр. і рос. копер, пол. kopr); метатеза пояснюється впливом слова «кропити» — стебла рослини використовувались для кропил. Праслов'янська форма в первісному значенні тлумачиться як «духмяна рослина» і порівнюється з лит. kvẽpia («добре пахне», «благоухає»), kvė̃pė, kvė̃pti, kvepė́ti, kvãpas («дух», «дихання», «запах»), а також з *kopъtь («кіпоть»).

## Опис рослини
Виростає у висоту до 140—160 см, має тонкі майже голі та добре розгалужені стебла, рідкі, тонкі та м'які листки 10–20 см в довжину. Відростки листя мають в ширину 1–2 мм, листки ниткоподібні шириною менше 1 мм. Квіти мають забарвлення від білого до жовтого, зібрані в невеликі зонтики (парасольки) діаметром 2–9 см. Цвіте рослина в червні-липні, плоди достигають у кінці серпня.
Насіння 4–5 мм в довжину та 1 мм в товщину, злегка викривлені, з поздовжніми боріздками. Плоди мають приємний специфічний запах, пряний смак.

## Хімічний склад
Рослина містить тіамін, рибофлавін, нікотинову кислоту, біфлавоноїди, аскорбінову кислоту, кверцетин, фолієву кислоту, солі заліза, калію, кальцію, фосфору, летку олію, каротин, флавоноїди, ізорамнестин, камферол.

## Застосування
Кріп з давніх часів використовується людьми в їжу. Перші згадування про кріп зустрічаються в працях стародавніх греків і римлян. Батьківщиною кропу є Азія.
Запах кропу в Стародавній Греції «змагався» з ароматом троянд. Гілки кропу з перисто-розсіченими листями вплітали у вінки.
Відома грецька поетеса Сафо оспівала кріп у віршах:
|  | Вінком охопи, Дика моя, хвилі кучерів прекрасних. Нарви для вінка ніжною рукою свіжих кропу гілок. |

У кулінарії використовують зелень та насіння як ароматичну приправу, додаючи до страв з м'яса, риби, овочів, салатів та маринадів, а в цвітучому стані при солінні і маринуванні овочів.
Зелень кропу містить багато вітамінів (до 132 мг/% аскорбінової кислоти і до 7 мг/% каротину) та мікроелементів, які добре впливають на стан всіх органів і систем організму. Змолоте насіння кропу додають у чай, що робить його ароматним.
У дієтичному харчуванні зелень кропу застосовується при ожирінні, захворюваннях печінки та жовчного міхура, дискинезії жовчних шляхів, гастритах, метеоризмі.
Кріп дуже багатий мінеральними солями, кальцієм, залізом і фосфором, містить провітамін А, вітаміни D, E, До, B1, B2, B6, B12, H, велику кількість вітаміну С, а також інші активні сполуки, флавоноїди, ефірні олії, тому він незамінний в безсольових дієтах. Його благотворний вплив на травлення був відомий на Близькому Сході ще в біблійські часи. Рекомендується як ліки проти колік, здуття, проблем з травленням (включаючи важке нетравлення шлунку). Кріп стимулює роботу печінки і нирок, зменшує завзятий кашель. Його рекомендують використовувати для боротьби з безсонням, для усунення неприємного запаху з рота і як засіб, що підсилює утворення молока у жінок, що годують грудьми.
Протягом сторіч наші предки використовували кріп для засолювання капусти, огірків, перцю, грибів, помідорів. Кріп надавав аромат засоленим продуктам, ще й охороняючи їх від плісняви та псування.
Ефірна олія з кропу широко застосовується як ароматичний засіб у харчовій і лікеро-горілчаній промисловості.
На зелень кріп збирають, коли він досягне висоти 10–12 см, а для технічних цілей після цвітіння, висмикуючи з корінням.

## Галерея

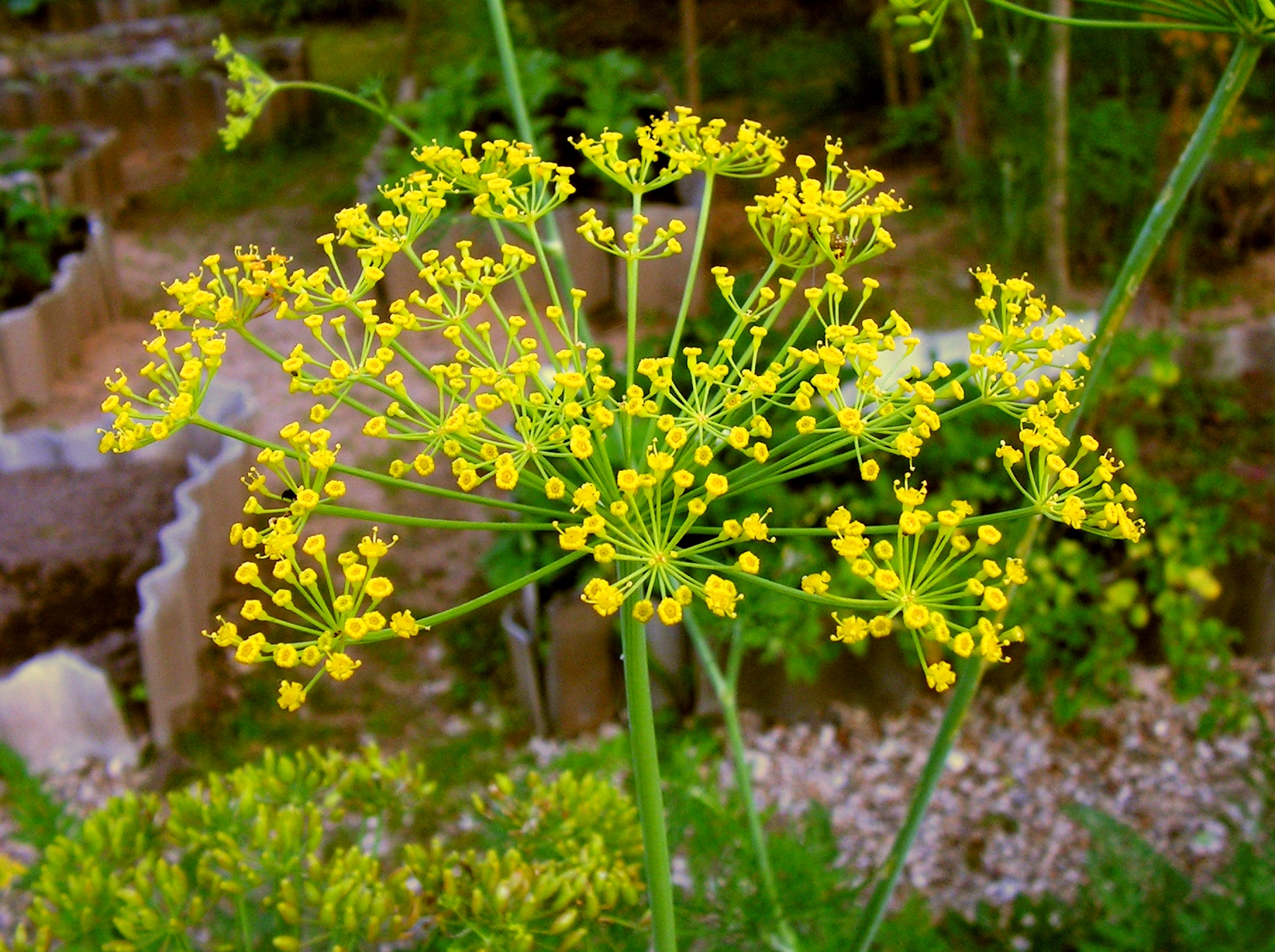
Суцвіття кропу
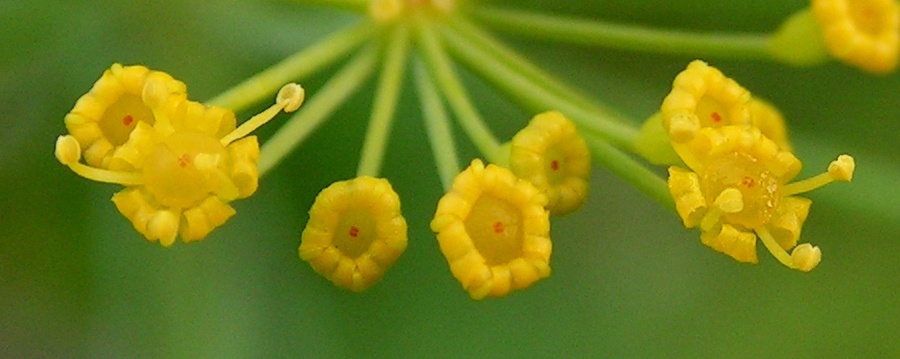
Квітки кропу
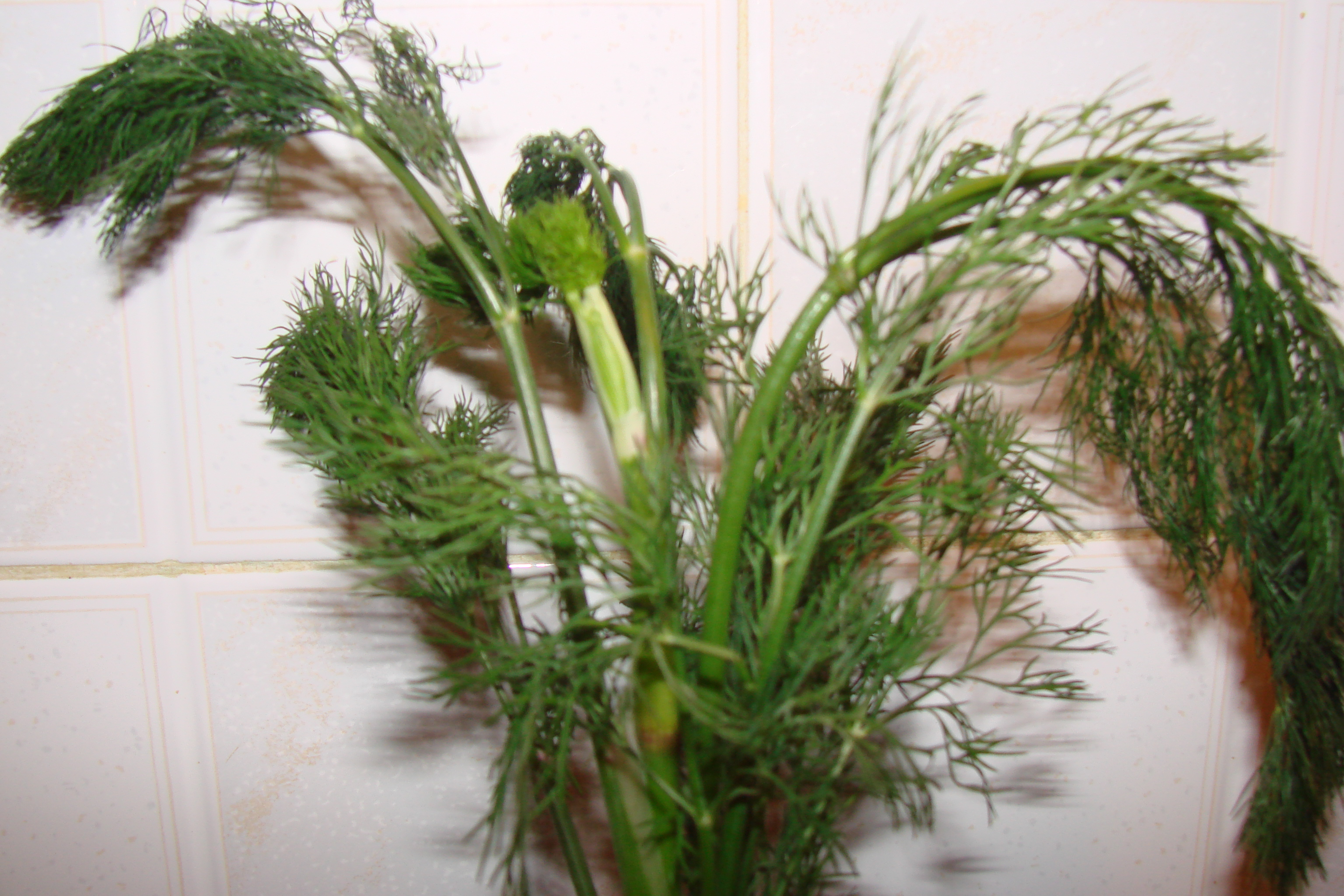
Зелень кропу
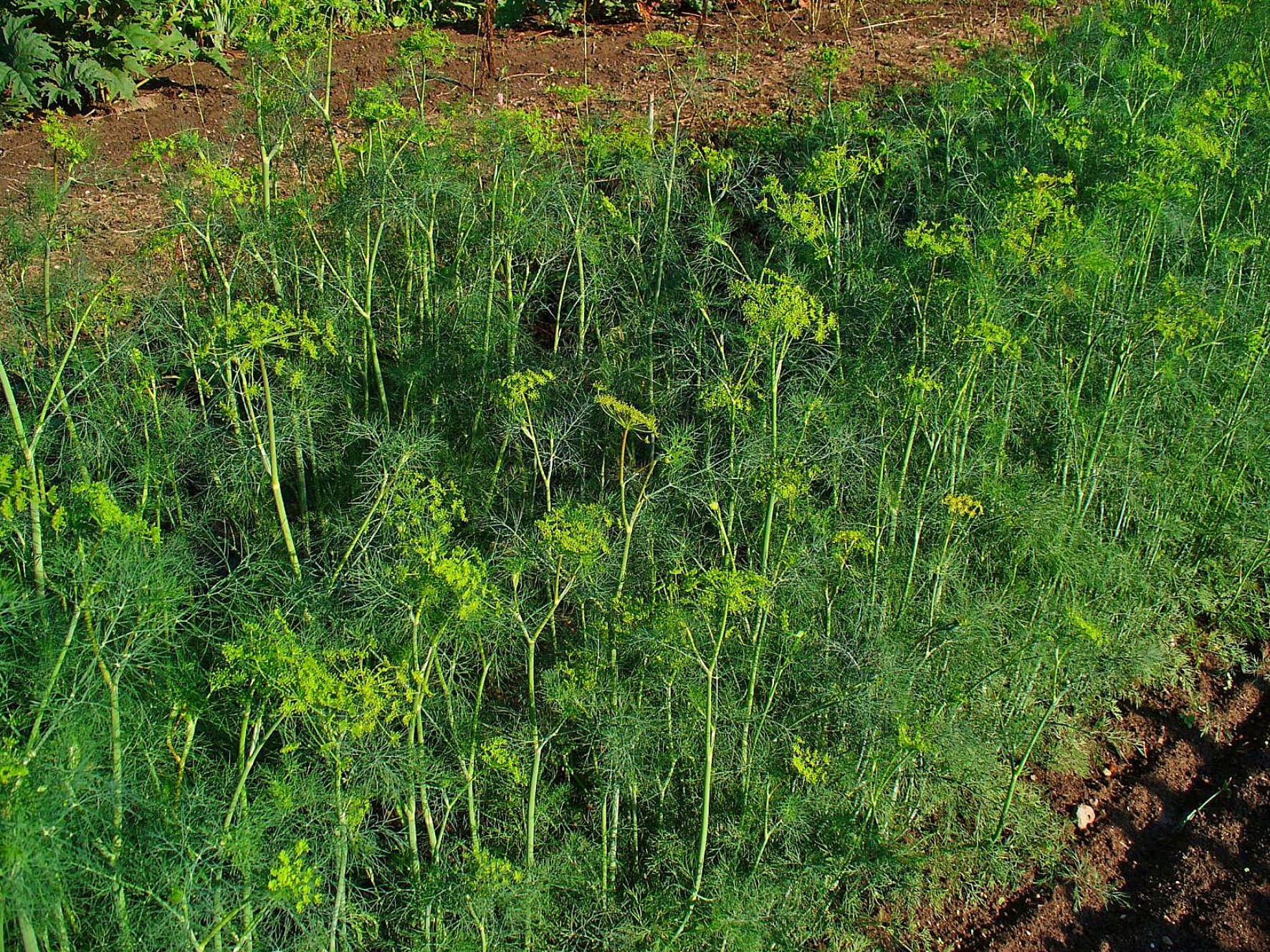
Кущ кропу
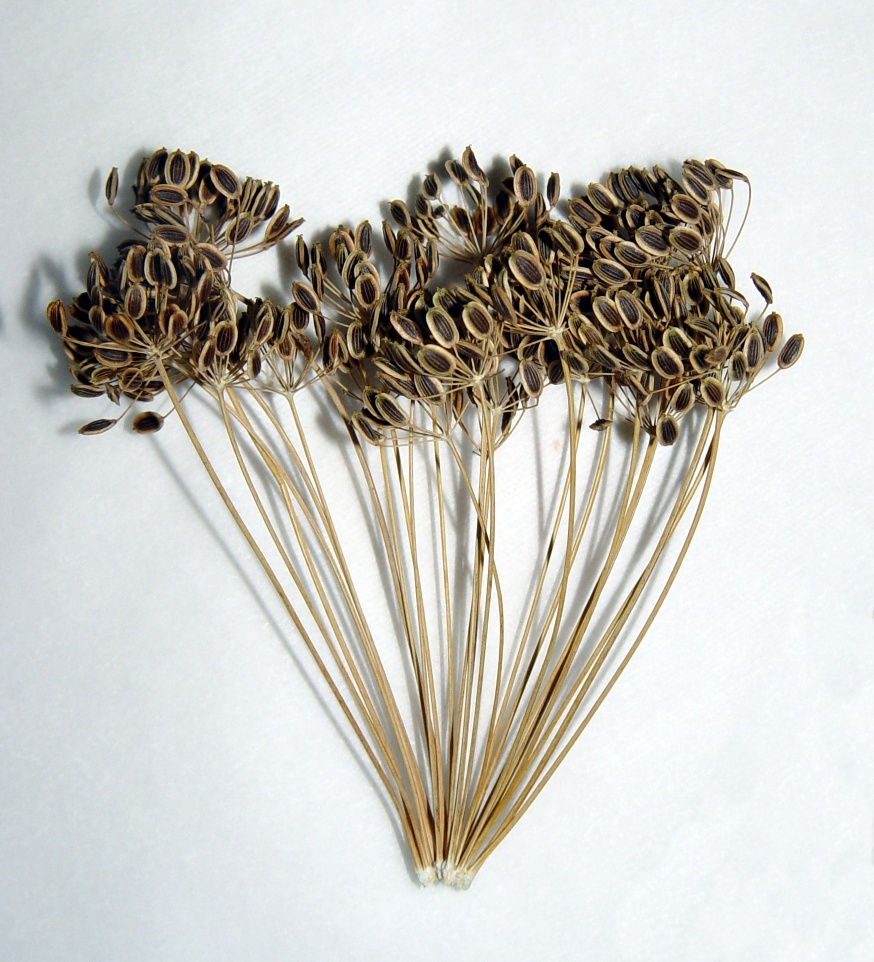
Сушена парасолька
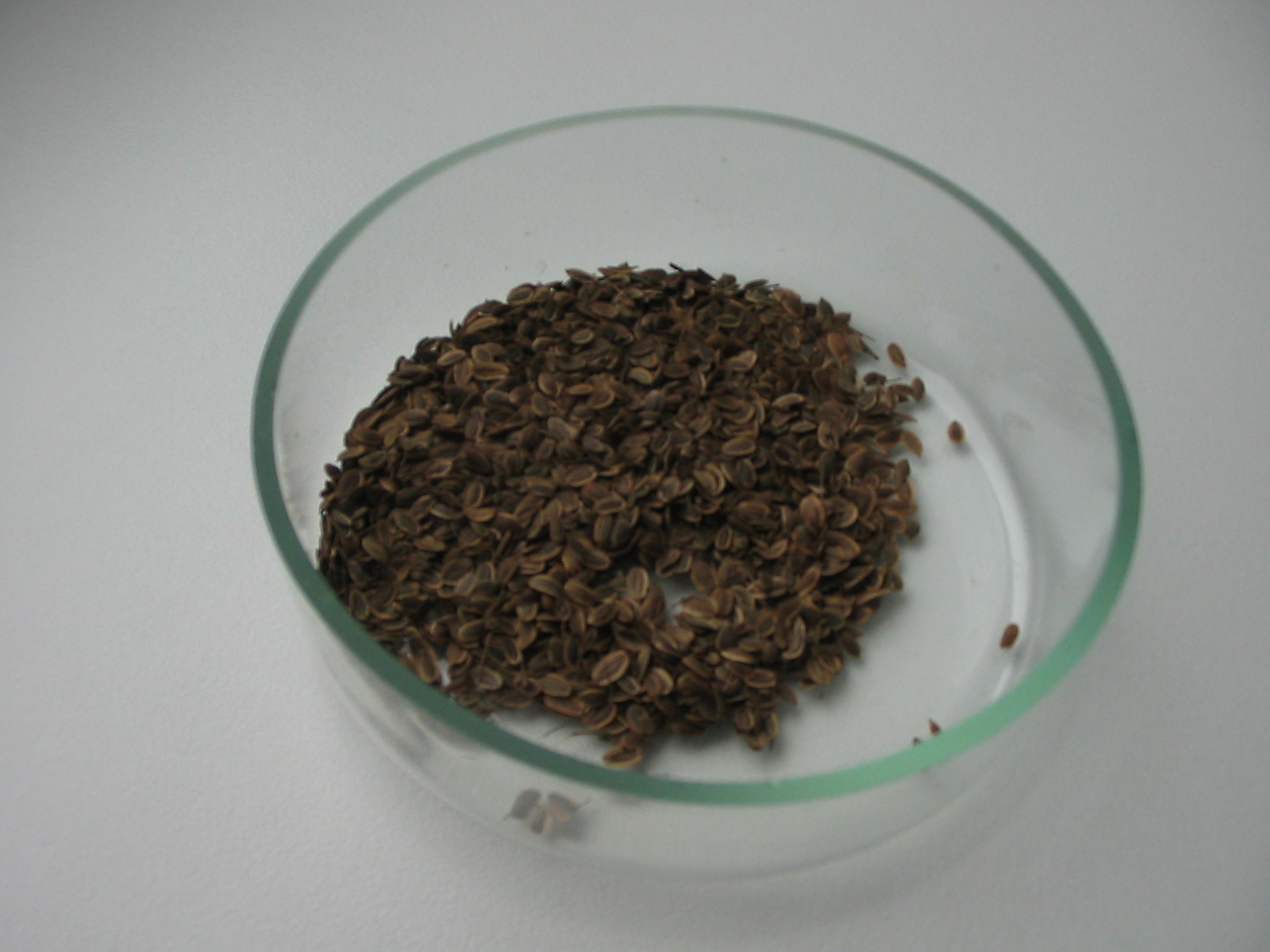
Насіння кропу
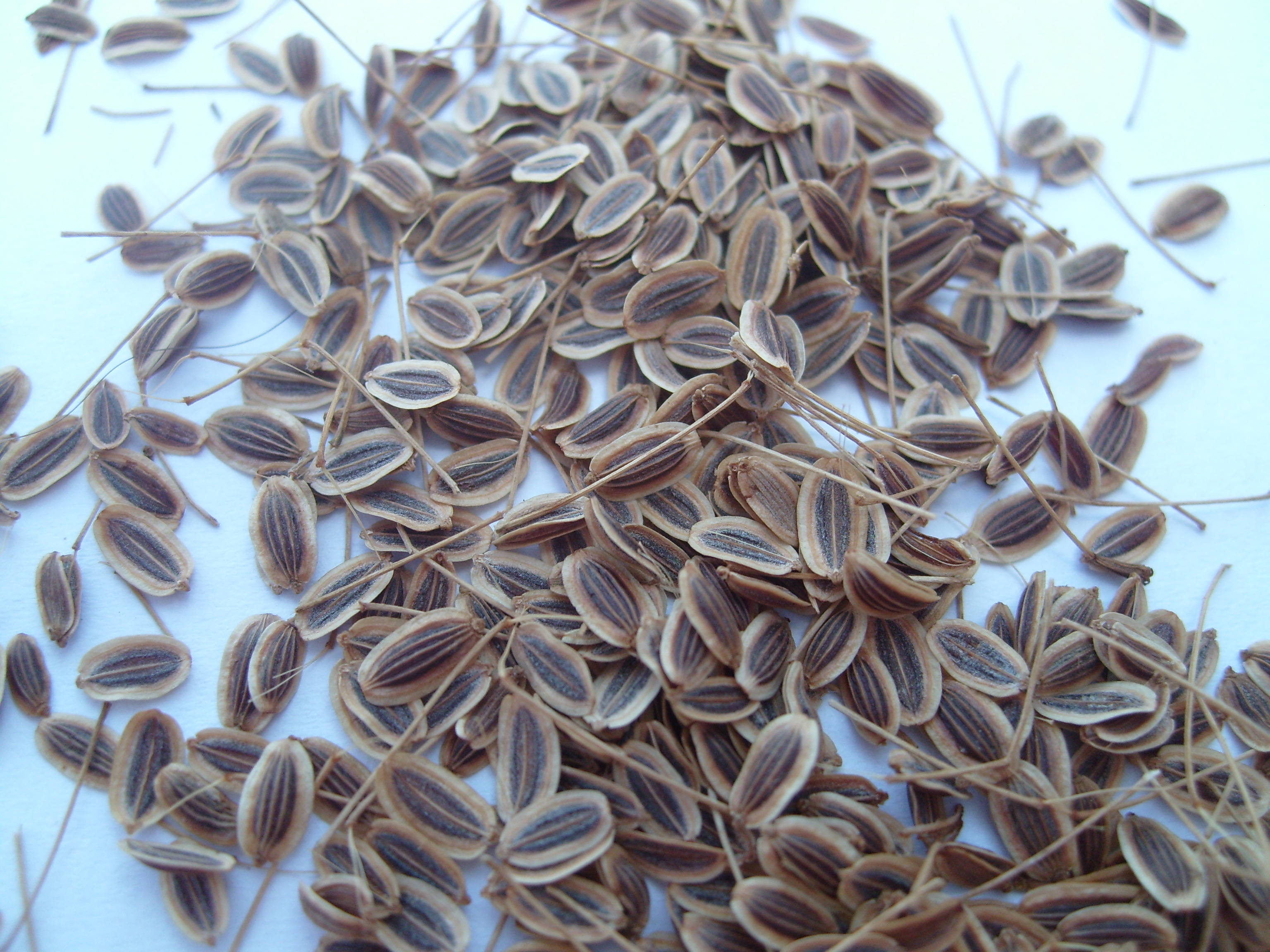
Насіння кропу (зблизька)